# Stazione di Mogliano Veneto
La stazione di Mogliano Veneto è una stazione ferroviaria della linea Venezia-Udine a servizio dell'omonimo comune.

## Storia
La stazione venne costruita nel 1851 con l'apertura della prima sezione tra Mestre e Treviso della linea. Inizialmente essendo questa ferrovia a binario unico, l'impianto era dotato del solo binario di raddoppio per gli incroci e le precedenze (sul lato ovest del piazzale), mentre il fabbricato viaggiatori (che copiava i tipi in uso sulla rete francese) era dotato di cinque corpi, dei quali quelli alle estremità erano dotati del solo piano terra. Il numero dei binari di stazione venne portato a tre con il raddoppio della linea (quello di precedenza divenne il secondo, quello centrale) ed entro il 1926 anche il fabbricato viaggiatori venne ampliato e portato a un totale di sette corpi con l'aggiunta di due ulteriori corpi laterali e la sopraelevazione di un piano dei precedenti corpi estremi.
Fino al 1939 era denominata semplicemente "Mogliano".
Lo scalo merci originario dell'impianto è stato quasi totalmente sostituito a metà degli anni novanta con un parcheggio gestito da Metropark e con questa trasformazione è stato demolito anche il relativo magazzino merci. Questo ha comportato la cessazione dell'ultimo trasporto regolare per ferrovia che faceva capo a questa stazione, ossia un treno completo di lamiere in rotoli destinate ad un'azienda del circondario. Nel passato lo scalo aveva vissuto il suo momento di massimo traffico nel periodo nel quale Mogliano fu uno dei maggiori centri specializzati nella coltivazione delle pesche (che per questo motivo sono rappresentate anche nello stemma comunale).
Sempre verso la metà degli anni novanta anche il fabbricato viaggiatori fu ristrutturato, ricavando un nuovo unico ampio ambiente che ospita atrio, sala d'attesa e biglietteria.
Grazie a un accordo tra Comune di Mogliano e Ferrovie dello Stato alla fine degli anni novanta venne infine demolito e rimpiazzato il sottopassaggio originario della stazione che era di proprietà FS e risaliva agli anni settanta. Venne sostituito da un nuovo grande manufatto di costruzione e proprietà comunale che intendeva risolvere anche i problemi di collegamento tra il centro della città e il "Quartiere Ovest". Inspiegabilmente i progettisti "dimenticarono" un accesso per disabili per l'allora terzo binario (attualmente secondo binario), il quale venne realizzato urgentemente in seguito.
Nel 2007 sono infine stati rialzati (rispetto al piano dei binari) i marciapiedi di stazione, lavori collegati al Servizio Ferroviario Metropolitano Veneto.

## Strutture e impianti

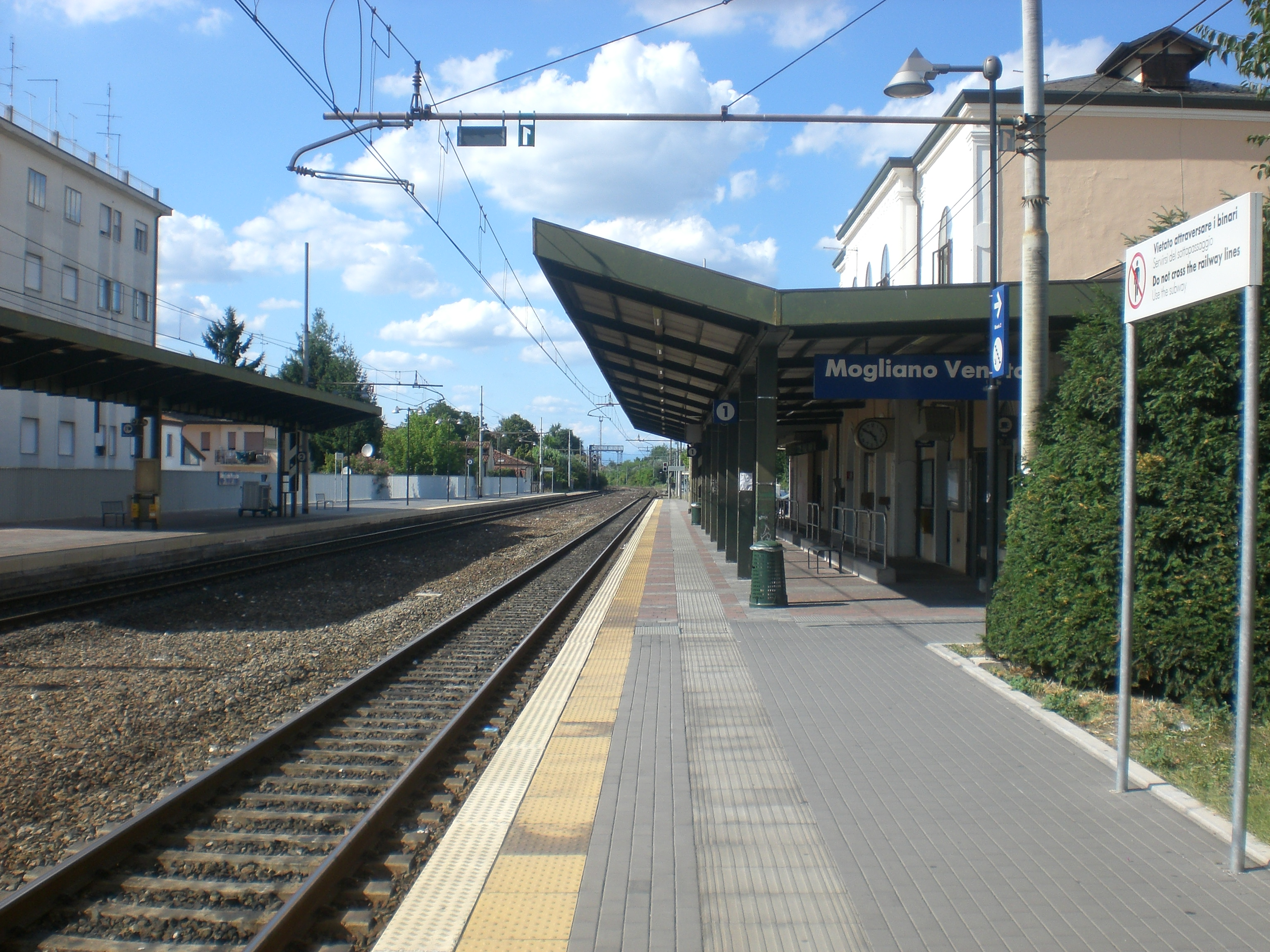
Il piazzale binari, visto dal primo binario

Il fabbricato viaggiatori è una costruzione in muratura a due livelli fuori terra, affiancata da due ali a un solo livello.
Il piazzale è composto dai soli due binari di corsa della linea ferroviaria il cui accesso all'utenza è garantito da due banchine, collegate tra loro da un sottopassaggio. La stazione ferroviaria è dotata di due accessi: oltre a quello tradizionale di via Toti dal Monte, un altro ingresso si trova in via Trento.
La circolazione è regolata dal Dirigente Centrale Operativo (DCO) con sede presso Venezia Mestre.

## Movimento
La stazione è servita da treni regionali svolti da Trenitalia nell'ambito del contratto di servizio stipulato con le regioni interessate. Le principali destinazioni sono Belluno, Conegliano, Sacile, Trieste Centrale, Udine e Venezia Santa Lucia.

## Servizi
- Biglietteria automatica
- Sala d'attesa
- Servizi igienici
- Bar

## Interscambi
- Stazione taxi
- Fermata autobus